# Dicyrtoma pineolae
Dicyrtoma pineolae är en urinsektsart som först beskrevs av John L. Wray 1946.  Dicyrtoma pineolae ingår i släktet Dicyrtoma och familjen Dicyrtomidae. Inga underarter finns listade i Catalogue of Life.